# Chimaira (album)
Chimaira – trzeci album studyjny amerykańskiej grupy muzycznej Chimaira wydany 9 sierpnia 2005 roku przez wytwórnię Roadrunner Records.

## Lista utworów
1. „Nothing Remains” – 5:36
2. „Save Ourselves” – 5:08
3. „Inside the Horror” – 5:28
4. „Salvation” – 5:20
5. „Comatose” – 4:43
6. „Left for Dead” – 5:42
7. „Everything You Love” – 6:17
8. „Bloodlust” – 7:18
9. „Pray for All” – 5:52
10. „Lazarus” – 7:36

## Twórcy
- Mark Hunter – śpiew
- Rob Arnold – gitara
- Matt DeVries – gitara
- Jim LaMarca – gitara basowa
- Chris Spicuzza – keyboard, śpiew
- Kevin Talley – perkusja